# Arctostaphylos rainbowensis
Arctostaphylos rainbowensis är en ljungväxtart som beskrevs av J.E. Keeley och A. Massihi. Arctostaphylos rainbowensis ingår i släktet mjölonsläktet, och familjen ljungväxter. Inga underarter finns listade i Catalogue of Life.

## Bildgalleri

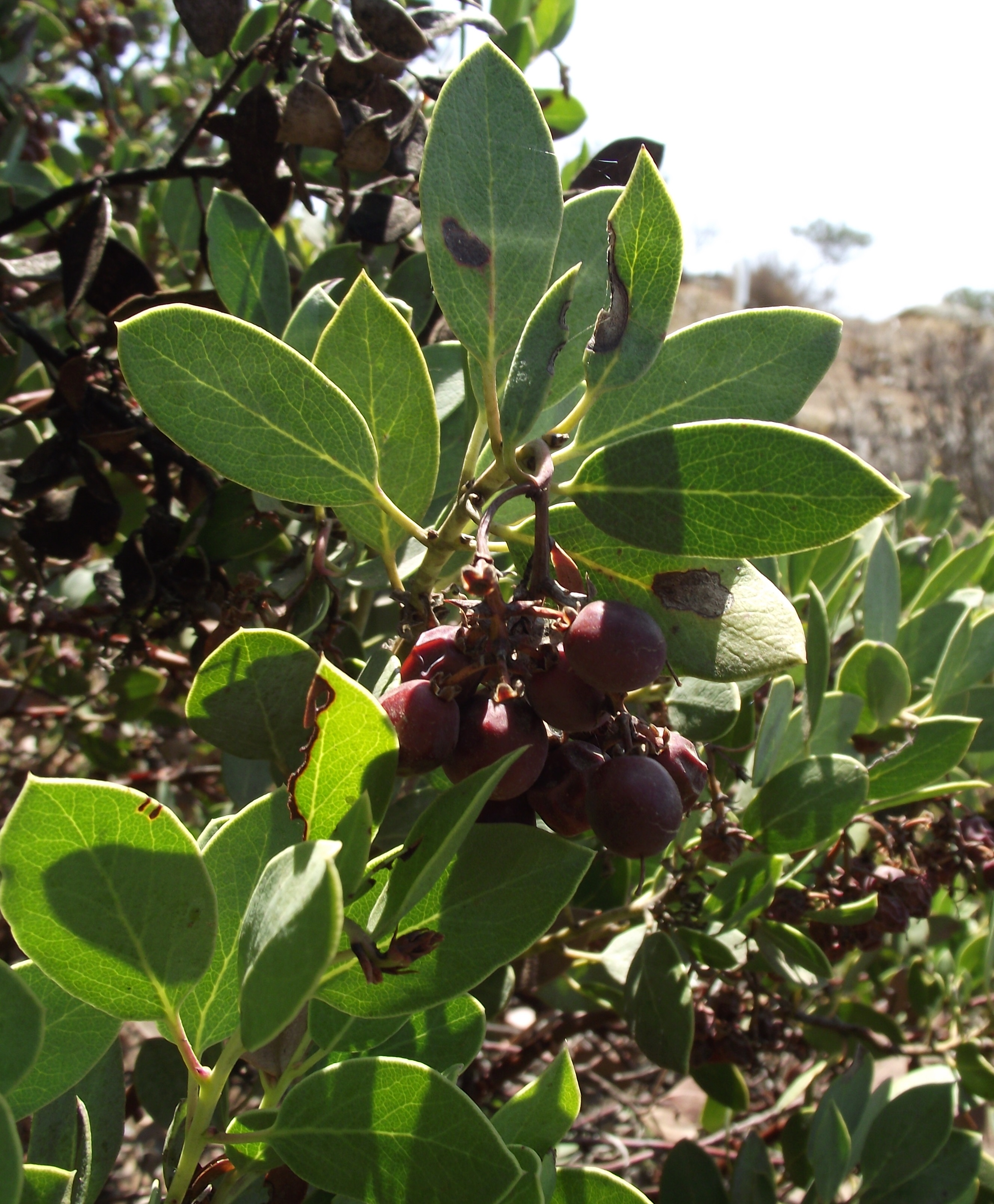
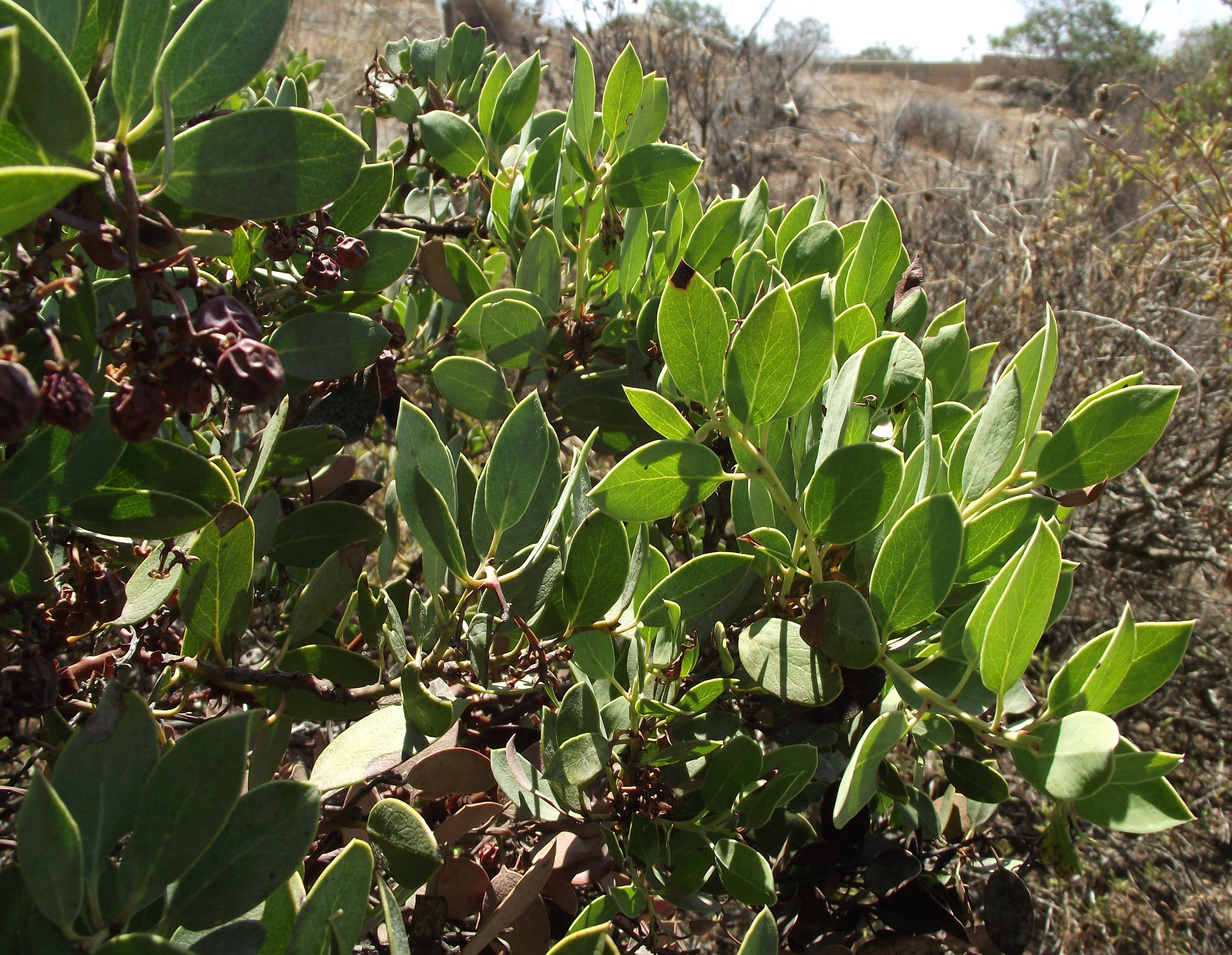